# Martin Brasier
Martin David Brasier (* 12. April 1947 in Wimbledon; † 16. Dezember 2014 in Burford) war ein englischer Paläobiologe und Astrobiologe.

## Leben und berufliche Karriere
Martin Brasier war Professor für Paläobiologie und Astrobiologie an der University of Oxford und Emeritus Fellow von St Edmund Hall. Bei der UNESCO war er anfangs Sekretär und anschließend Leiter des International Geoscience Programme. Bei der International Commission on Stratigraphy (ICS) leitete er das Projekt zur Festlegung der Präkambrium-Kambrium-Grenze.
Als seine Alma Mater fungierte neben der University of Oxford die University of London. Bei letzterer begann er sein Studium und machte dort sein Vordiplom (BSc) sowie schließlich auch seinen Doktortitel (Ph.D.). Sein Diplom (MA) hatte er an der University of Oxford erworben. Martin Brasier war gleichzeitig mit folgenden Universitäten assoziiert:
- University of Reading
- University of Hull
- Memorial University of Newfoundland

Martin Brasier war ferner Mitglied des British Geological Survey (BGS) und Fellow of the Geological Society (FGS) sowie Fellow of the Linnean Society (FLS).
Martin Brasiers Spezialdisziplinen waren Paläontologie, Evolutionsbiologie, Mikropaläontologie und Astrobiologie.
Martin Brasier starb am 16. Dezember 2014 bei Burford in Oxfordshire in einem Autounfall.

## Forschungsbeiträge
In seinen Forschungen unterwarf Martin Brasier den frühen Fossilbericht einer sehr kritischen Untersuchung in Bezug auf Kontext und Charakter. Er bediente sich hierbei klassischer Methoden wie Geländearbeiten, Profilaufnahmen und optischer Petrographie. Aber auch Isotopengeochemie, Konfokalmikroskop und NanoSims-Mikroproben kamen zum Einsatz, außerdem verwendete er Laser für hochauflösendes 3D-Scanning und Raman-Spektroskopie.
Martin Brasier lieferte bedeutende Forschungsarbeiten zur Problematik des Apex Chert, wobei er unter Federführung der NASA die 3460 Millionen Jahre alten Mikrofossilien kritisch untersuchte. Hieraus entwickelte sich dann die so genannte Brasier-Schopf-Debatte. Er bearbeitete ferner die 3430 Millionen Jahre alten Fossilien von Strelley Pool, die ersten gut erhaltenen Zellen des Fossilberichts. Als Erklärung der Chemischen Evolution des Lebens entwickelte er seine Bims-Hypothese. Ferner kartierte er die ersten Spuren des Lebens auf dem Festland in den rund 1000 Millionen Jahre alten Sedimenten der Torridonian Supergroup. Schließlich spezialisierte er sich auf Paläoökologie, morphologische Entwicklung und Evolution der Lebewesen im Ediacarium und Kambrium.

## Erstbeschreibungen

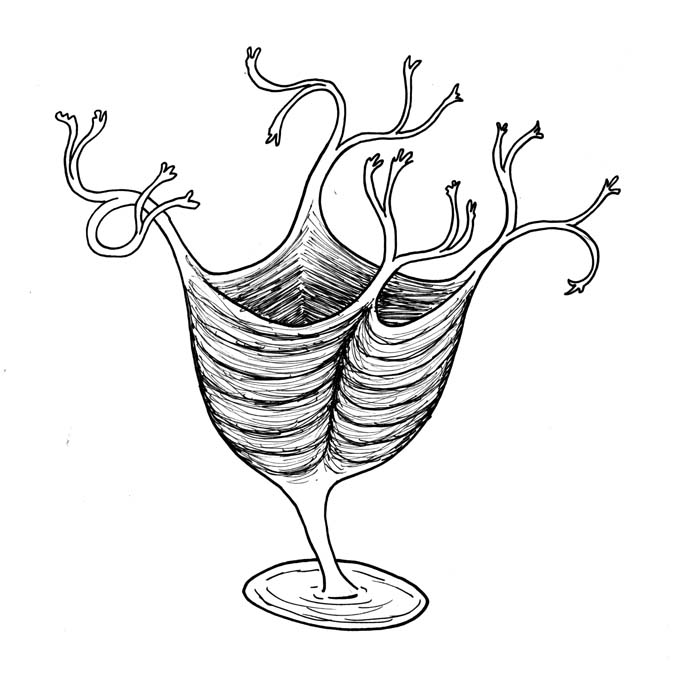
Rekonstruktion von Haootia quadriformis

Martin Brasier war 2014 zusammen mit Liu, Matthews, Menon und McIlroy wissenschaftlicher Erstbeschreiber des Fossils Haootia quadriformis aus der Ediacara-Fauna.

## Auszeichnungen
Im Jahr 2014 erhielt Martin Brasier von der Geological Society of London für seine langjährigen Forschungsarbeiten die Lyell Medal. Sein Buch Secret Chambers: the inside story of cells and complex life war 2013 von der Royal Society of Biology für einen Buchpreis nominiert worden.

## Veröffentlichungen

### Bücher
Bereits 1980 veröffentlichte Martin Brasier ein Lehrbuch über Mikrofossilien. Zusammen mit J. W. Cowie schrieb er 1989 eine Monographie über die Präkambrium-Kambrium-Grenze, die anhand eines Profils in Neufundland als erstmaliges Auftreten des Vertikalbauten anlegenden Spurenfossils Treptichnus pedum festgelegt worden war. Diese Thematik setzte er 2009 in seinem Buch Darwin’s Lost World fort, welches als Veröffentlichung zu den Zweihundertjahrfeiern zur Geburt von Charles Darwin erschienen war. Es folgte im Jahr 2012 das Buch Secret Chambers: the inside story of cells and complex life, in dem Martin Brasier die symbiotischen Ursprünge der eukaryotischen Chloroplasten aufsucht und deren Evolution in den letzten 2000 Millionen Jahren nachzeichnet. In diesem Werk beschäftigt er sich ferner mit den Vorstellungen von Robert Hooke, Elso S. Barghoorn, Thomas Cavalier-Smith und Lynn Margulis, um schließlich in den Zeitabschnitt der Evolutionsgeschichte, den er die langweiligen 1000 Millionen Jahre nennt (von 1700 bis zirka 700 Millionen Jahre BP), einzutauchen.
- Brasier, M. D.: Secret Chambers: the inside story of cells and complex life. Oxford University Press, 2012, S. 298.
- Brasier, M. D.: Darwin's Lost World: the hidden history of animal life. Cambridge University Press, 2009, S. 322.
- Cowie, J. W. und Brasier, M. D.: The Precambrian-Cambrian Boundary. In: Oxford Monographs in Geology and Geophysics. No. 12, 1989.
- Brasier, M. D.: Microfossils. George Allen & Unwin, London 1980, S. 193.

### Wissenschaftliche Beiträge
- Brasier, A. T., Dennis, P. F., Still, J., Parnell, J., Culwick, T., Brasier, M. D., Wacey, D., Bowden, S. A., Crook, S., Boyce, A. J. und Muirhead, D. K.: Detecting ancient life: Investigating the nature and origin of possible stromatolites and associated calcite from a one billion year old lake. In: Precambrian Research. Band 328, 2019, S. 309–320, doi:10.1016/j.precamres.2019.04.025. (posthum veröffentlicht)
- Brasier, A. T., Culwick, T., Battison, L., Callow, R. H. T. und Brasier, M. D.: Evaluating evidence from the Torridonian Supergroup (Scotland, UK) for Eukaryotic life on land in the Proterozoic. In: Geological Society, London, Special Publications – Earth System Evolution and Early Life: A Celebration of the Work of Martin Brasier. 2017, doi:10.1144/SP448.13. (posthum veröffentlicht)
- Wacey, D., Brasier, M. D., Parnell, J., Culwick, T., Bowden, S., Spinks, S., Boyce, A. J., Davidheiser-Kroll, B., Jeon, H., Saunders, M. und Kilburn, M. R.: Contrasting microfossil preservation and lake chemistries within the 1200–1000 Ma Torridonian Supergroup of NW Scotland. In: Geological Society, London, Special Publications. Band 448(1), 2017, S. 105–119, doi:10.1144/SP448.6. (posthum veröffentlicht)
- Brasier, M. D., Antcliffe, J., Saunders, M. und Wacey, D.: Changing the picture of Earth's earliest fossils (3.5 - 1.9 Ga) with new approaches and new discoveries. In: Proceedings of the National Academy of Sciences. 112 No. 16, 2015, S. 4859–4864, doi:10.1073/pnas.1405338111. (posthum veröffentlicht)
- Landing, E., Geyer, G., Brasier, M. D. und Bowring, S. A.: Cambrian Evolutionary Radiation: context, correlation, and chronostratigraphy - overcoming deficiencies of the First Appearance Datum (FAD) concept. In: Earth-Science Reviews. Band 123, 2013, S. 133–172.
- Brasier, M. D.: Green algae (Chlorophyta) and the question of freshwater symbiogenesis in the early Proterozoic. In: Journal of Phycology. Band 49, 2013, S. 1036–1039.
- Brasier, M. D., Matthewman, R., McMahon, S. und Wacey, D.: Pumice as a remarkable substrate for the origins of life. In: Astrobiology. Band 7, 2011, S. 725–735.
- Wacey, D., Kilburn, M., Saunders, M., Cliff, J. und Brasier, M. D.: Microfossils of sulphur-metabolizing cells in 3.4-billion-year-old rocks of Western Australia. In: Nature Geoscience. Band 4, 2011, S. 698–702.
- Strother, P. K., Battison, L., Brasier, M. D. und Wellman, C. H: Earth’s earliest non-marine eukaryotes. In: Nature. Band 403, 2011, S. 505–509.
- Brasier, M. D., Antcliffe, J. B. und Callow, R. H. T.: Evolutionary trends in remarkable fossil preservation across the Ediacaran–Cambrian transition and the impact of metazoan mixing. Hrsg.: P. A. Allison und D. J. Bottjer, Taphonomy: Process and Bias Through Time. Springer, 2011, S. 519–567.
- Callow, R. H., Battison, L. und Brasier, M. D.: Diverse microbially induced sedimentary structures from 1 Ga lakes of the Diabaig Formation, Torridon Group, northwest Scotland. In: Sedimentary Geology. Band 239(3-4), 2011, S. 117–128, doi:10.1016/j.sedgeo.2011.06.002.
- Brasier, M. D. und Antcliffe, J. B.: Evolutionary relationships within the Avalonian Ediacara biota: new insights from Laser Analysis. In: Journal of the Geological Society. Band 166, 2009, S. 363–384.
- Callow, R. H. T. und Brasier, M. D.: Remarkable preservation of microbial mats in Neoproterozoic siliciclastic settings: Implications for Ediacaran taphonomic models. In: Earth-Science Reviews. Band 96 (3), 2009, S. 207–219, doi:10.1016/j.earscirev.2009.07.002.
- Brasier, M. D. und Callow, R. H.: Changes in the patterns of phosphatic preservation across the Proterozoic-Cambrian transition. In: Memoirs of the Association of Australasian Palaeontologists. Band 34, 2007, S. 377–389.
- Brasier, M. D. und Antcliffe, J. B.: Decoding the Ediacaran Enigma. In: Science. Band 305, 2004, S. 1115–1117.
- Brasier, M. D., Green, O. R., Jephcoat, A. P., Kleppe, A. K., Van Kranendonk, M. J., Lindsay, J. F., Steele, A. und Grassineau, N. V.: Questioning the evidence for Earth's oldest fossils. In: Nature. Band 416, 2002, S. 76–81.
- Brasier, M. D. und Lindsay, J. F.: A billion years of environmental stability and the emergence of eukaryotes. New data from northern Australia. In: Geology. Band 26, 1998, S. 555–558.
- Brasier, M. D., Cowie, J. W. und Taylor, M. E.: Decision on the Precambrian-Cambrian boundary stratotype. In: Episodes. Band 17, 1994, S. 3–8.
- Brasier, M. D.: Phosphogenic events and skeletal preservation across the Precambrian-Cambrian boundary interval. In: Geological Society, London, Special Publications. Band 52, 1990, S. 289–303.
- Brasier, M. D.: The Cambrian radiation event. In: House, M. R. 'The Origin of Major Invertebrate Groups' (Hrsg.): Systematics Association Special Volume. Band 12, 1979, S. 103–159.